# Galvarino
Galvarino is een gemeente in de Chileense provincie Cautín in de regio Araucanía. Galvarino telde 11.996 inwoners in 2017 en heeft een oppervlakte van 568 km².